# Lapithasa simplicia
Lapithasa simplicia är en insektsart som beskrevs av Baker 1925. Lapithasa simplicia ingår i släktet Lapithasa och familjen Lophopidae. Inga underarter finns listade i Catalogue of Life.